# Nannette Streicher

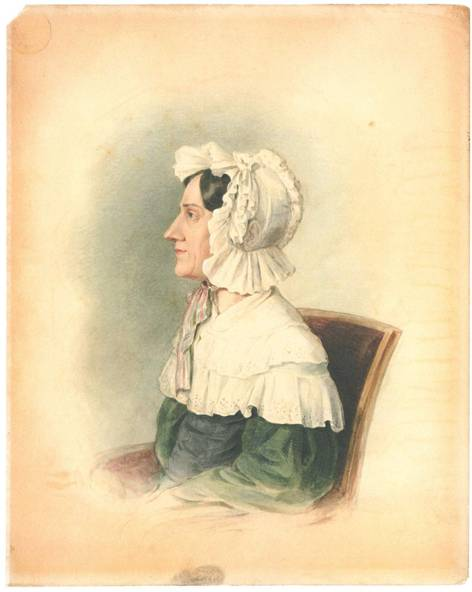
Nannette Streicher, dibujo a tinta de Ludwig Krones, 1836

Anna-Maria llamada Nannette Streicher, nacida Stein (2 de enero de 1769 en Augsburgo - 16 de enero de 1833 en Viena) fue una pianista, compositora, educadora musical y escritora austriaca de origen alemán.

## Vida

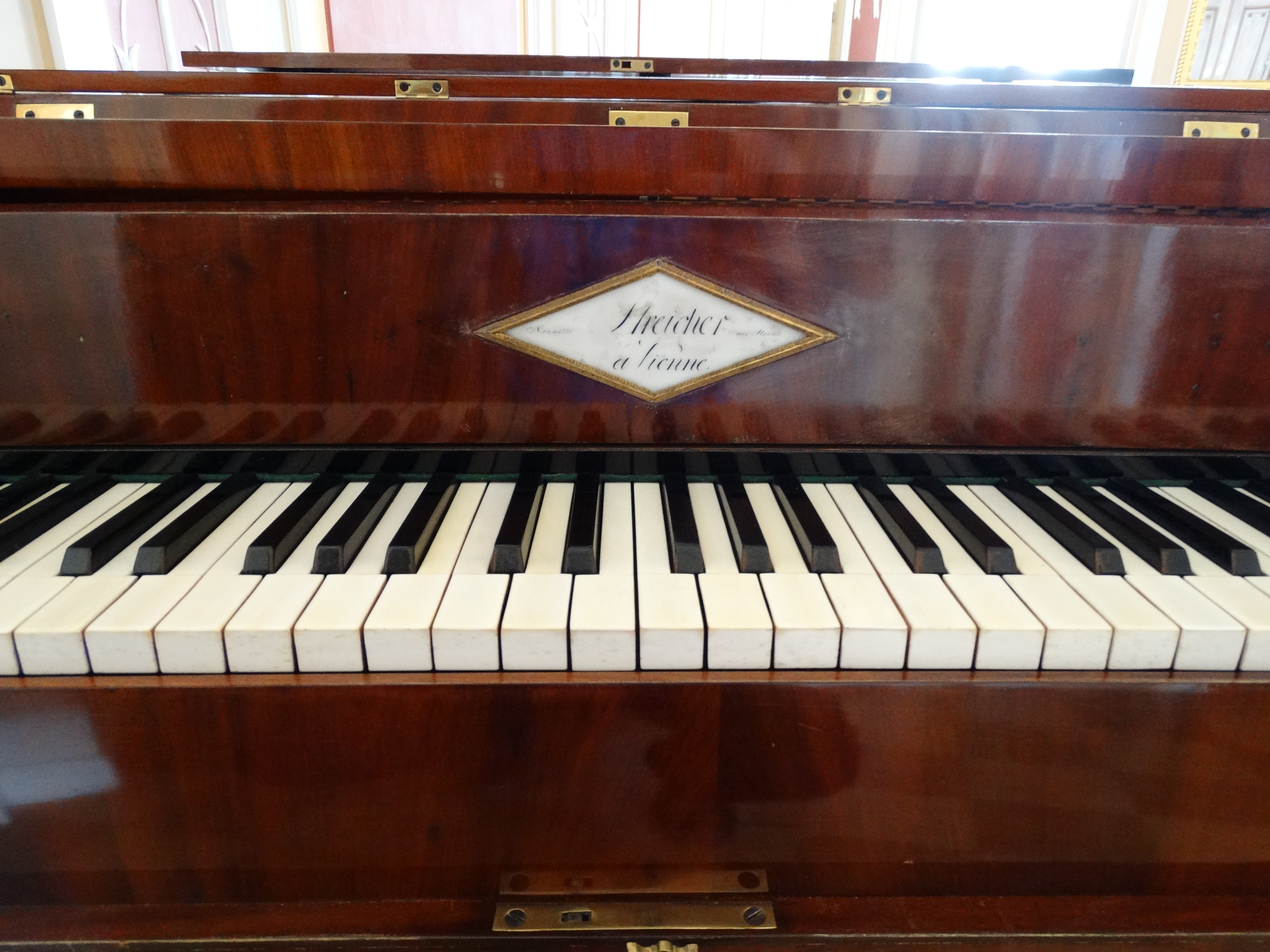
Piano Streicher de alrededor de 1820

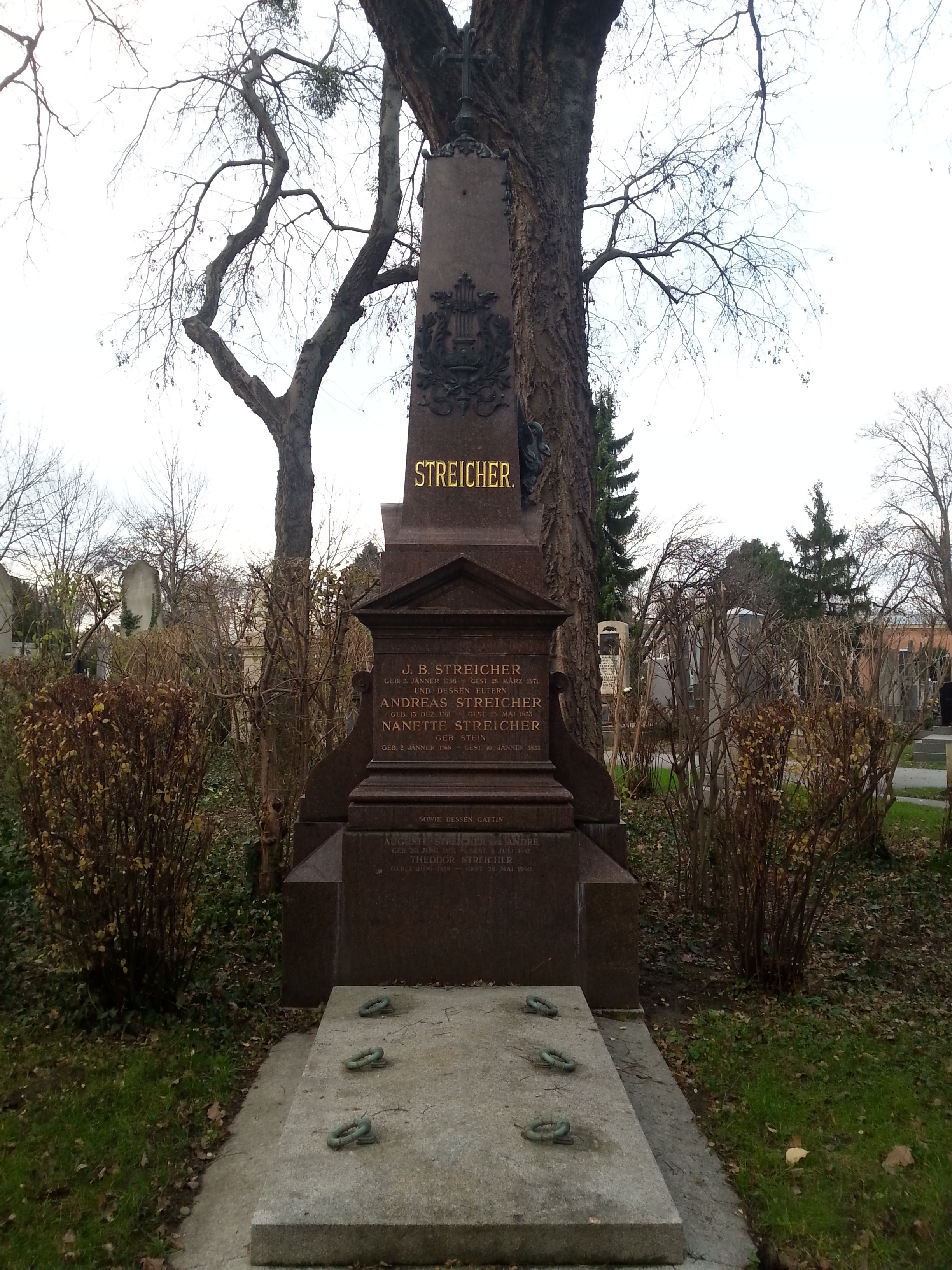
Tumba de Nannette Streicher y su familia en el Cementerio Central de Viena, 32A No. 30, delante de la tumba de su gran amigo Beethoven(diciembre de 2014)

Nannette fue la sexta hija del célebre fabricante de órganos y pianos Johann Andreas Stein en Augsburgo (1728-1792) y su esposa Maria Regina Burkhart. Al principio recibió lecciones de piano de su padre, quien fue completamente influenciado por su amigo Ignaz von Beecke. Nannette Stein debutó en abril de 1776 como una niña de siete años con un concierto para piano en la casa de los patricios de Augsburgo y recibió una medalla en agradecimiento.
En Augsburgo, Nannette Stein actuó como pianista repetidamente en conciertos, a veces junto con su amiga, la pianista de la corte de Oettingen-Wallerstein, Anna von Schaden. En 1787 cantó en un concierto "algunas arias pequeñas". El canto lo tuvo que abandonar más tarde por razones de salud. El padre le había enseñado desde muy temprano sus conocimientos sobre el piano, para que ella pudiera trabajar en el reputado taller familiar, del que eran clientes los Haydn, los Mozart y donde conoció al joven Beethoven, un año menor que ella y con el que mantuvo amistad toda su vida. 
En 1794 se casó con el músico y amigo de Friedrich Schiller, Johann Andreas Streicher (1761-1833) y se mudó el mismo año con él a Viena. Aquí dirigió el negocio de su padre, primero junto con su hermano menor Matthew Andreas Stein (1776-1842) y desde 1802 bajo su propio nombre (Nannette Streicher). Con el apoyo de su esposo, y desde 1824/25 con su hijo Johann Baptist (1796-1871) como socio, logró expandir el negocio hasta convertirlo en una de las compañías de construcción de pianos más importantes del mundo de esa época. 
Johann Baptist Streicher se convirtió en el único propietario de la fábrica en 1833, que bajo su liderazgo desarrolló numerosas patentes y ganó renombre mundial. El hijo de Johann Baptist, Emil, vendió la compañía en 1896 a los hermanos Stingl. Entre los amigos y clientes de la pareja Streicher hay que destacar a Ludwig van Beethoven y Johann Wolfgang von Goethe. En la fabricación de pianos siguieron muchas de las indicaciones y requerimientos del genio de Bonn. 
Sin embargo, Nannette y Andreas Streicher no eran solo pianistas. Los conciertos, que realizaron por primera vez en su departamento, y desde 1812 en adelante en sus salones de audición de pianos, también hicieron una contribución importante a la vida musical vienesa, y ofrecieron a los artistas jóvenes oportunidades de presentación. 
La propia Nannette Streicher disfrutaba tocando en privado con amantes de la música y visitantes, a veces con su hija Sophie (1797-1840), una pianista igualmente talentosa. Estuvo en contacto con muchas grandes personalidades musicales de Viena; su amistad con Beethoven está documentada en más de sesenta notas pequeñas, en las que le pidió consejo y ayuda en asuntos domésticos y educativos, después de haber recibido la tutela de su sobrino Karl. Las entradas en los libros de conversación del compositor demuestran cuán cercano fue el contacto entre Beethoven y la familia Streicher. 
El matrimonio Streicher fue uno de los fundadores de la Gesellschaft der Musikfreunde en Viena.
Nannette Streicher murió el 16 de enero de 1833. Fue enterrada, según Damen Conversations Lexicon en el cementerio de St. Marx. Después de su cierre, fue enterrada de nuevo junto a su esposo Johann Andreas Streicher en una tumba de honor en el Cementerio Central de Viena (Grupo 32A No. 30). El compositor Theodor Streicher fue su bisnieto.

## Obras
- Deux Marches pour le Piano Forte. Composees par Madame Nannette Strings née stone.  Bonn y Colonia chez N. Simrock. Propriété de l'Editeur 1378. [1827].
- Lamento a la muerte prematura de la doncella Ursula Sabina Stage. Para una voz y piano (do menor), Augsburgo 1788.
- Marche à huit Instrumentos à vent . N. Simrock, Bonn y Colonia, 1817.

## Grabaciones
- Jan Vermeulen. Franz Schubert "Works for fortepiano. Volume 1". Nannette Streicher 1826, fortepiano.